# Gonidomus newtoni
Gonidomus newtoni foi uma espécie de gastrópodes da família Streptaxidae.
Foi endémica da Maurícia.